# Symmetrie (Physik)
Unter einer Symmetrie (von altgriechisch σύν syn „zusammen“ und μέτρον métron „Maß“) versteht man in der Physik die Eigenschaft eines Systems, nach einer bestimmten Änderung (Transformation, insbesondere Koordinatentransformationen) unverändert zu bleiben (invariant zu sein). Wenn eine Transformation den Zustand eines Physikalischen Systems nicht verändert, wird diese Transformation Symmetrietransformation genannt.
Unterschieden werden
- diskrete Symmetrien (z. B. Spiegelsymmetrie), die nur eine endliche Anzahl an Symmetrieoperationen besitzen
- kontinuierliche Symmetrien (z. B. Rotationssymmetrie), die eine unendliche Anzahl an Symmetrieoperationen besitzen.

Die mathematische Beschreibung von Symmetrien erfolgt durch die Gruppentheorie.

## Einordnung
Symmetrien spielen in der modernen physikalischen Forschung eine große Rolle. Wird in einem Experiment eine Symmetrie festgestellt, so muss die zugehörige Theorie, die durch eine Lagrangefunktion oder ein „Wirkungsfunktional“ dargestellt wird, invariant unter einer entsprechenden Symmetrieoperation sein. In den in der Teilchenphysik häufig verwendeten Eichtheorien, d. h. Theorien, die invariant unter einer Eichtransformation sind, legt diese Symmetrie weitgehend Art und relative Stärke der Kopplungen der Teilchen untereinander fest.
- Erkenntnisse über Symmetrien erwiesen sich oft als Ausgangspunkte für gänzlich neue Theorien. So war die Invarianz der Maxwell-Gleichungen unter Lorentz-Transformationen ein Ausgangspunkt für Albert Einstein zur Entwicklung der speziellen Relativitätstheorie, und gewisse Muster im Spektrum der Elementarteilchen führten zur Entwicklung des Quark-Modells für Atomkerne (z. B. für das Proton).

- Symmetrien sind eng mit Erhaltungssätzen verknüpft:

Das sog. Noether-Theorem besagt z. B., dass jeder kontinuierlichen Symmetrie eine Erhaltungsgröße zugeordnet werden kann. So folgt beispielsweise aus der Zeittranslationsinvarianz die Energieerhaltung des Systems; in der Hamiltonschen Mechanik gilt auch die Umkehrung. Für ein System mit Energieerhaltung gilt also die Zeittranslationsinvarianz als zugehörige Symmetrie.
- Wichtig sind nicht nur die Symmetrien selbst, sondern auch Symmetriebrechungen:

So wird in der Theorie der elektroschwachen Wechselwirkung die Eichsymmetrie durch den Higgs-Mechanismus gebrochen, wozu das Higgs-Boson benötigt wird. Auch können Symmetriebrechungsvorgänge in Zusammenhang mit Phasenübergängen stehen, ähnlich wie beim ferromagnetischen Phasenübergang.
Manche Symmetrien werden in der Theoretischen Physik erforscht, ohne dass bereits ein Nachweis erbracht ist, dass sie in der Natur vorkommen. Eine solche hypothetische Symmetrie ist die Supersymmetrie, die eine gleiche Anzahl von Fermionen und Bosonen vorhersagt.

## Übersicht
Folgende Tabelle gibt einen Überblick über wichtige Symmetrien und ihre Erhaltungsgrößen. Sie sind aufgeteilt in kontinuierliche und diskrete Symmetrien.
| Symmetrie                                | Erhaltungsgröße                          | Typ                                      | Bedeutung |
| Kontinuierliche („fließende“) Symmetrien | Kontinuierliche („fließende“) Symmetrien | Kontinuierliche („fließende“) Symmetrien | Kontinuierliche („fließende“) Symmetrien |
| ---------------------------------------- | ---------------------------------------- | ---------------------------------------- | --- |
| Translationsinvarianz                    | Impuls                                   | geometrisch                              | Der Gesamtimpuls eines abgeschlossenen Systems ist konstant. Auch Homogenität des Raumes genannt.                                                                            |
| Zeitinvarianz                            | Energie                                  | geometrisch                              | Die Gesamtenergie eines abgeschlossenen Systems ist konstant. Auch Homogenität der Zeit genannt.                                                                             |
| Rotationsinvarianz                       | Drehimpuls                               | geometrisch                              | Der Gesamtdrehimpuls eines abgeschlossenen Systems ist konstant. Auch Isotropie des Raumes genannt.                                                                          |
| Eichtransformationsinvarianz             | Elektrische Ladung                       | Ladung                                   | Die elektrische Gesamtladung in einem abgeschlossenen System ist konstant.                                                                                                   |
| Diskrete („abzählbare“) Symmetrien       |                                          |                                          | |
| C, Ladungskonjugation                    | −                                        | Ladung                                   | Werden die Vorzeichen aller Ladungen eines Systems umgedreht, so ändert sich dessen Verhalten nicht.                                                                         |
| P, Räumliche Spiegelung                  | −                                        | geometrisch                              | Wird ein System räumlich gespiegelt, ändert sich sein physikalisches Verhalten nicht. Die schwache Wechselwirkung verletzt diese Symmetrie jedoch (siehe Symmetriebrechung). |
| T, Zeitumkehr                            | −                                        | geometrisch                              | Ein System verhielte sich genauso, wenn die Zeit rückwärts abliefe. |
| CPT                                      | −                                        | geometrisch                              | Ein vollkommen inverses (sowohl räumlich, als auch zeitlich, als auch ladungsgespiegeltes) System verhielte sich genauso wie das nichtgespiegelte.                           |

## Transformationen
Transformationen können wie die Symmetrien selbst stetig oder diskret sein. Ein Beispiel für eine stetige Transformation ist die Drehung eines Kreises um einen beliebigen Winkel. Beispiele für eine diskrete Transformation sind die Spiegelung einer zweiseitig symmetrischen Figur, die Drehung eines regelmäßigen Vielecks oder die Verschiebungen um ganzzahlige Vielfache von Gitterabständen. Die durchführbaren Transformationen bestimmen, um welchen Symmetrietyp es sich handelt. Während diskrete Symmetrien durch Symmetriegruppen (wie z. B. Punktgruppen und Raumgruppen) beschrieben werden, verwendet man zur Beschreibung stetiger Symmetrien Lie-Gruppen.
Transformationen, die nicht vom Ort abhängen, nennt man globale Transformationen. Kann der Transformationsparameter an jedem Ort (abgesehen von Stetigkeitsbedingungen) frei gewählt werden, spricht man von lokalen Transformationen oder von Eichtransformationen. Physikalische Theorien, deren Wirkung invariant unter Eichtransformationen sind, heißen Eichtheorien. Alle fundamentalen Wechselwirkungen, Gravitation, die elektromagnetische, schwache und starke Wechselwirkung werden nach heutigem Wissen durch Eichtheorien beschrieben.

## Symmetriebrechung
Die Thermodynamik ist nicht zeitinvariant, da „umgekehrte Wärmeströme“ (von kalt zu heiß) nicht existieren und die Zunahme der Entropie eine Zeitrichtung auszeichnet.
Analog ist die Schwache Wechselwirkung nicht invariant unter Raumspiegelung, wie 1956 im Wu-Experiment gezeigt wurde. Das Verhalten von K-Mesonen und B-Mesonen ist nicht invariant unter gleichzeitiger Spiegelung und Ladungsaustausch. Ohne diese CP-Verletzung wäre beim Urknall gleich viel Materie wie Antimaterie entstanden und jetzt noch in gleichem Ausmaß vorhanden. Erst durch die CP-Symmetriebrechung kann also die Baryonenasymmetrie, das ist das heutige Überwiegen von Materie, erklärt werden.
Beim Übergang von klassischen zu Quantentheorien können zusätzliche Symmetriebrechungen erfolgen. Beispiele sind der Higgs-Mechanismus als dynamischer Symmetriebruch und die chirale Anomalie.
Ein Beispiel aus der Chemie sind Spiegelbildisomere, die nicht nur gleich aussehen (bis auf die Spiegelung), sondern auch gleiche Energieniveaus und Übergangszustände haben. Aus einem prochiralen Molekül entstehen sie mit gleicher Wahrscheinlichkeit bzw. Reaktionskinetik. Durch autokatalytische Reaktionsmechanismen, also spätestens mit der Entstehung des Lebens, ist jedoch die Spiegelbildsymmetrie spontan gebrochen, siehe Chiralität (Chemie)#Biochemie.

## Symmetrisches Potential
Ein wichtiges Beispiel einer Symmetrie ist ein kugelsymmetrisches oder rotationssymmetrisches Potential, wie das elektrische Potential einer Punktladung (z. B. ein Elektron) oder das Gravitationspotential einer Masse (z. B. ein Stern). Das Potential ist nur vom Abstand zur Ladung oder zur Masse abhängig, nicht jedoch vom Winkel zu einer gewählten Achse. Es spielt also keine Rolle, welches Bezugssystem zur Beschreibung gewählt wird, solange sich Ladung oder Masse in dessen Ursprung befinden. Als Folge der Symmetrie gilt für ein Teilchen in einem kugelsymmetrischen Potential die Drehimpulserhaltung. Wegen fehlender Translationssymmetrie ist der Impuls des Teilchens in diesem Beispiel keine Erhaltungsgröße.

### Fachartikel
- Louis Michel: Symmetry defects and broken symmetry. Configurations Hidden Symmetry. In: Reviews of Modern Physics. Band 52, Nr. 3, 1. Juli 1980, S. 617–651, doi:10.1103/RevModPhys.52.617 (englisch).
- Review of Particle Physics. In: Particle Data Group (Hrsg.): Progress of Theoretical and Experimental Physics. Band 2022, Nr. 8, 8. August 2022, doi:10.1093/ptep/ptac097 (englisch, PTEP-ID: 083C01).
- Eugene P. Wigner: Symmetry and Conservation Laws. In: Proceedings of the National Academy of Sciences. Band 51, Nr. 5, Mai 1964, S. 956–965, doi:10.1073/pnas.51.5.956 (englisch, Vgl. weitere Schlüsselartikel des Autors auf der Autorenseite.).
- Scott Willenbrock: Symmetries of the Standard Model. 2004, doi:10.48550/ARXIV.HEP-PH/0410370 (englisch).

### Fachbücher oder Monographien
- Ulrich Ellwanger: Symmetrien. In: Vom Universum zu den Elementarteilchen. Springer Berlin Heidelberg, Berlin, Heidelberg 2015, ISBN 978-3-662-46645-2, S. 133–148, doi:10.1007/978-3-662-46646-9_9.
- J. McL. Emmerson: Symmetry principles in particle physics. Clarendon Press ; Oxford University Press, Oxford 1972 (archive.org).
- W. M. Gibson, B. R. Pollard: Symmetry principles in elementary particle physics. Reimp Auflage. Cambridge University Press, Cambridge 2010, ISBN 978-0-521-29964-0 (archive.org – Originaltitel: ibid. 1976.).
- Walter Greiner, Berndt Mueller: Quantenmechanik. Symmetrien. (= Theoretische Physik. Band 5). 3. Auflage. Harri Deutsch, Frankfurt am Main 1990, ISBN 3-8171-1142-8.
- Yvette Kosmann-Schwarzbach: Groups and Symmetries: From Finite Groups to Lie Groups (= Universitext). Springer International Publishing, Cham 2022, ISBN 978-3-03094359-2, doi:10.1007/978-3-030-94360-8.
- Jerrold E. Marsden, Tudor S. Ratiu: Introduction to Mechanics and Symmetry (= Jerrold E. Marsden, L. Sirovich, M. Golubitsky, W. Jäger [Hrsg.]: Texts in Applied Mathematics. Band 17). Springer New York, New York, NY 1999, ISBN 978-1-4419-3143-6, doi:10.1007/978-0-387-21792-5 (Deutsche Ausgabe: ISBN 978-3-642-56859-6).
- Peskin 1995 – Michael E. Peskin, Daniel V. Schroeder: An Introduction to Quantum Fields (= Frontiers in Physics). Westview Press, 1995, ISBN 0-201-50397-2.
- Stöcker 2010 – Horst Stöcker (Hrsg.): Taschenbuch der Physik. 6. Auflage. Harri Deutsch, Frankfurt am Main 2010, ISBN 978-3-8171-1860-1.

### Geschichte, Philosophie, Sachbeiträge
- Katherine Brading, Elena Castellani, Nicholas Teh: Symmetry and Symmetry Breaking. In: Edward N. Zalta (Hrsg.): Stanford Encyclopedia of Philosophy. 2021 (englisch, stanford.edu [abgerufen am 1. Mai 2023]).
- Lars Jaeger: Symmetrien: Schönheit im Haus der Physik. In: Die zweite Quantenrevolution. Springer Berlin Heidelberg, Berlin, Heidelberg 2018, ISBN 978-3-662-57518-5, S. 345–366, doi:10.1007/978-3-662-57519-2_18.
- Amaury Mouchet: Reflections on the four facets of symmetry: how physics exemplifies rational thinking. In: The European Physical Journal H. Band 38, Nr. 5, Dezember 2013, S. 661–702, doi:10.1140/epjh/e2013-40018-4 (englisch).
- Hermann Weyl: Symmetrie. Springer Berlin Heidelberg, Berlin, Heidelberg 2017, ISBN 978-3-662-52710-8, doi:10.1007/978-3-662-52711-5.